# Belinda Lee
Belinda Lee (ur. 15 czerwca 1935 w Budleigh Salterton, zm. 12 marca 1961 koło San Bernardino) – angielska aktorka.
Belinda Lee była córką Roberta Esmonda Lee, właściciela hotelu "Rosemullion Hotel" i byłego wojskowego, i jego żony Stelli Mary Graham, kwiaciarki. Edukację rozpoczęła w Rookesbury Park Preparatory School w Fareham (Hampshire County). W połowie lat czterdziestych została wysłana do St. Margaret’s, szkoły z internatem, położonej w Exeter (Devon). Billie, jak wówczas nazywano Belindę Lee, już wtedy deklarowała, że pragnie być aktorką. W efekcie jej rodzice zgodzili się, aby przeniosła się do Tudor Arts Academy w Surrey.
Jej debiutem filmowym była rola Janie Grey w The Runaway Bus.
Zginęła w wypadku samochodowym.
Zwłoki Belindy Lee zostały skremowane 17 lub 23 marca 1961. Sześć miesięcy później jej prochy zostały przewiezione do Włoch i złożone na Cmentarzu Protestanckim w Rzymie (Cimitero Acattolico di Roma).

## Filmografia
- 1954 – The Runaway Bus jako Janie Grey
- 1954 – Cudzymi rękami jako Phyllis Brunner
- 1954 – Life with the Lyons jako Violet Hemingway
- 1954 – Meet Mr. Callaghan jako Jenny Appleby
- 1954 – The Belles of St. Trinian's jako Amanda
- 1955 – Footsteps in the Fog jako Elizabeth Travers
- 1955 – Man of the Moment jako Sonia
- 1955 – No Smoking jako panna Tonkins
- 1956 – Who Done It? jako Frankie Mayne
- 1956 – The Feminine Touch jako Susan Richards
- 1956 – Eyewitness jako Penny
- 1957 – Dangerous Exile jako Virginia Traill
- 1957 – The Secret Place jako Molly Wilson
- 1957 – Miracle in Soho jako Julia Gozzi
- 1958 – La Venere di Cheronea jako Afrodyta
- 1958 – The Big Money jako Gloria
- 1958 – Nor the Moon by Night jako Alice Lang
- 1959 – Noce z Lukrecją Borgią jako Lukrecja Borgia
- 1959 – Ce corps tant désiré jako Lina
- 1959 – Les Dragueurs jako Ghislaine
- 1959 – I Magliari jako Paula Mayer
- 1959 – Die Wahrheit über Rosemarie jako Rosemarie Nitbritt
- 1960 – Il Sicario
- 1960 – Messalina Venere imperatrice jako Messalina
- 1960 – Długo noc w 1943 jako Anna Barilari
- 1960 – Giuseppe venduto dai fratelli jako Henet
- 1960 – Femmine di lusso jako Adriana Bressan
- 1960 – Marie des Isles jako Marie Bonnard
- 1960 – Der Satan lockt mit Liebe jako Evelyn
- 1960 – Wakacje na Majorce jako Mary Moore
- 1961 – Duchy w Rzymie jako Eileen
- 1962 – Costantino il grande jako Fausta